# Львовский № 1
Львовский № 1 — село в Бабаюртовском районе Дагестана.
Образует сельское поселение село Львовский № 1 как единственный населённый пункт в его составе.

## География
Расположено на федеральной трассе Астрахань-Махачкала в 38 км к юго-востоку от села Бабаюрт.

## История
Село основано как немецкая колония Вандерлоо № 1, в 1900 году немцами-меннонитами, переселенцами из Таврии. Переселенцами было приобретено 1920 десятин земли у братьев Львовых. Колония быстро начала развиваться, к 1918 году в ней уже насчитывалось 120 жителей. В 1907 году была построена школа. В 1919 году после чеченского набега на Хасавюртовский округ немцы покинули село. И вернулись в него только в 1921 году. В 1924 году в село переселяется часть жителей соседнего кумыкского села Казиюрт, которое страдало от частого подтопления рекой Сулак. К этому времени число жителей колонии составляло 256 человек, 170 из которых были немцы. В селе организуется колхоз имени Тельмана.
На основании секретного постановления ГКО № 827 «О переселении немцев из Дагестанской и Чечено-Ингушской АССР» от 22 октября 1941 года все немцы Дагестана, в том числе и колонии Вандерлоо, были депортированы в Сибирь и Казахстан. А в 1943 году в колонию переселяют всех жителей села Казиюрт (в основном кумыки).
После реабилитации в село вернулось около 50 немецких семей. Они временно разместились в домах кумыков. Но не получив поддержки со стороны руководства республики, большая их часть переселилась в Северную Осетию.

## Население
| 1902  | 1914  | 1918  | 1926  | 1939  | 1970  | 1989  |
| ----- | ----- | ----- | ----- | ----- | ----- | ----- |
| 121   | ↗127  | ↘120  | ↗256  | ↗572  | ↗1726 | ↘829  |
| 2002  | 2010  | 2012  | 2013  | 2014  | 2015  | 2016  |
| ↗1181 | ↗1262 | ↗1278 | ↗1305 | ↗1337 | ↗1370 | ↗1391 |
| 2017  | 2018  | 2019  | 2020  | 2021  | 2023  | 2024  |
| ↗1400 | ↗1421 | ↗1438 | ↗1444 | ↘1408 | ↗1438 | ↗1456 |
| 2025  |       |       |       |       |       |       |
| ↗1474 |       |       |       |       |       |       |

В настоящее время в селе проживают преимущественно кумыки. Последняя немецкая семья покинула село в 1988 году.
Национальный состав
По данным Всесоюзной переписи населения 1926 года:
| № | Национальность   | Численность, чел. | Доля |
| - | ---------------- | ----------------- | ---- |
| 1 | российские немцы | 170               | 66 % |
| 2 | кумыки           | 73                | 29 % |
| 3 | другие           | 13                | 5 %  |

По данным Всероссийской переписи населения 2010 года:
| № | Национальность | Численность, чел. | Доля |
| - | -------------- | ----------------- | ---- |
| 1 | кумыки         | 1183              | 94 % |
| 2 | другие         | 79                | 6 %  |

По данным Всероссийской переписи населения 2021 года:	
| №        | Национальность | Численность, чел. | Доля    |
| -------- | -------------- | ----------------- | ------- |
| 1        | кумыки         | 1 313             | 93,25 % |
| 1.000001 | не указавшие   | 0                 | 0 %     |
| 1.000002 | прочие         | 95                | 6,74 %  |
| 1.000003 | всего          | 1 408             | 100 %   |

## Хозяйство
В селе крупное рисоводческое хозяйство совхоз имени Энгельса.